# Зиуриб
Зиуриб — село в Шамильском районе Дагестана. Входит в состав Тогохского сельсовета.

## Географическое положение
Село расположено на расстоянии 13 км к востоку от села Хебда, административного центра района.

## Население
| 1869 | 1888 | 1895 | 1926 | 1939 | 1970 | 1989 |
| ---- | ---- | ---- | ---- | ---- | ---- | ---- |
| 164  | ↗226 | ↗239 | ↘232 | ↗246 | ↘180 | ↘154 |
| 2002 | 2010 | 2021 |      |      |      |      |
| ↗302 | ↗325 | ↗345 |      |      |      |      |